# Bezirk Ropczyce
Bezirk Ropczyce – dawny powiat (Bezirk) kraju koronnego Królestwo Galicji i Lodomerii, funkcjonujący w latach 1854–1867. Siedzibą starostwa było miasto Ropczyce.

## Historia
Bezirk Ropczyce utworzono w ramach reformy uwłaszczeniowej z okresu Wiosny Ludów (1848–1849), która likwidowała jurysdykcję właściciela ziemskiego nad poddanymi. W Galicji, dominium – jako podstawowa jednostka administracyjna i filar systemu feudalnego straciło rację bytu. Konieczne stało się zatem wprowadzenie nowego systemu administracyjnego, którego zręby powstały w latach 1851–1855. Nowy trójstopniowy podział administracyjny objął 21 cyrkułów (niem. Kreise), 179 małych powiatów (niem. Bezirke) i ponad 6000 gmin (niem. Gemeinde). 
Bezirk Ropczyce objął obszar o wielkości 5,3 mil², zamieszkany przez 25.981 ludzi i podzielony na 28 gmin katastralnych, w tym jedno miasto (Ropczyce) i jedno miasteczko (Wielopole). Wszedł w skład cyrkułu tarnowskiego, jako jeden z jego dziesięciu powiatów. Na obszarze Bezirku Ropczyce znajdowała się mała eksklawa Bezirku Dembica, stanowiąca część gminy Niedźwiada.
Po nadaniu Galicji autonomii oraz powołaniu samorządu gminnego i powiatowego w 1865 zlikwidowano cyrkuły (Kreise). Dotychczasowe małe powiaty (Bezirke) w liczbie 179, utrzymały się do 1867 roku, kiedy to w następstwie kolejnej reformy administracyjnej (23 stycznia 1867) zostały zastąpione przez 74 większych powiatów. Obszar zniesionego Bezirk Ropczyce wszedł wtedy w całości skład nowego powiatu opczyckiego. 1 stycznia 1895 gminę Pstrągowa przemieszczono z powiatu ropczyckiego do powiatu rzeszowskiego, po czym 15 września 1896  weszła ona w skład nowo utworzonego powiatu strzyżowskiego.

## Podział administracyjny (1854)
| Lp. | Gmina jednostkowa                   | Powierzchnia | Ludność | Powiat w 1867 po zniesieniu |
| --- | ----------------------------------- | ------------ | ------- | --------------------------- |
| 1   | Ropczyce (M) ze Średniem i Gryfowem | 2225         | 3021    | ropczycki                   |
| 2   | Chechły                             | 3100         | 1381    | ropczycki                   |
| 3   | Pietrzejowa                         | 1195         | 669     | ropczycki                   |
| 4   | Bystrzyca Dolna i Górna             | 1380         | 641     | ropczycki                   |
| 5   | Borek Mały                          | 400          | 195     | ropczycki                   |
| 6   | Broniszów                           | 1400         | 675     | ropczycki                   |
| 7   | Brzeziny                            | 5780         | 2116    | ropczycki                   |
| 8   | Borek Wielki                        | 2200         | 958     | ropczycki                   |
| 9   | Brzyzna                             | 410          | 241     | ropczycki                   |
| 10  | Góra Ropczycka                      | 1120         | 605     | ropczycki                   |
| 11  | Zagórzyce                           | 4880         | 2084    | ropczycki                   |
| 12  | Łączki Kucharskie                   | 605          | 216     | ropczycki                   |
| 13  | Glinik                              | 1990         | 1146    | ropczycki                   |
| 14  | Szkodna                             | 1250         | 705     | ropczycki                   |
| 15  | Nockowa                             | 2650         | 866     | ropczycki                   |
| 16  | Pstrągowa                           | 5110         | 2207    | ropczycki                   |
| 17  | Wiercany                            | 1010         | 507     | ropczycki                   |
| 18  | Wiśniowa                            | 2315         | 557     | ropczycki                   |
| 19  | Gnojnica                            | 3240         | 1866    | ropczycki                   |
| 20  | Iwierzyce                           | 1710         | 624     | ropczycki                   |
| 21  | Kozodrza i Borek                    | 1605         | 763     | ropczycki                   |
| 22  | Witkowice                           | 1250         | 528     | ropczycki                   |
| 23  | Budzisz                             | 4270         | 144     | ropczycki                   |
| 24  | Nawsie                              | 4270         | 1666    | ropczycki                   |
| 25  | Konice                              | 750          | 312     | ropczycki                   |
| 26  | Rzegocin                            | 1315         | 452     | ropczycki                   |
| 27  | Sośnice                             | 1315         | 175     | ropczycki                   |
| 28  | Wielopole (m)                       | 775          | 1161    | ropczycki                   |

Objaśnienie:
(M) = miasto; (m) = miasteczko